# Chromalveolata
Règne
Position phylogénétique
- Eukaryota
  - Unikonta
    - Amoebozoa
    - Opisthokonta
      - Holomycota
        - Nucleariida
        - Fungi

      - Holozoa
        - Mesomycetozoa
        - Filozoa
          - Filasterea
          - Choanobionta
            - Choanomonada
            - Metazoa

  - Bikonta
    - Apusozoa
    - Excavata
      - Metamonada
      - Euglenozoa
      - Percolozoa

    - Plantae
    - Chromalveolata s.l.
      - Hacrobia
        - Cryptophyta
        - Haptophyta

      - Harosa
        - Stramenopiles
        - Alveolata
          - Ciliophora
          - Dinoflagellata
          - Apicomplexa

        - Rhizaria
          - Cercozoa
          - Retaria

Ce taxon est aujourd'hui obsolète. Dénomination actuelle : SAR, Telonemia, CAM, Haptista.
Les Chromalveolata réunissent les Alvéolés et les Chromistes dans un taxon dont le caractère monophylétique est contesté. Sa compréhension dépend de l'analyse qu'on a de la ou des endosymbioses chloroplastiques.
Ce taxon pourrait être issu d'une endosymbiose secondaire, durant laquelle un eucaryote unicellulaire aurait endocyté un eucaryote unicellulaire photosynthétique. 
Les Chromistes ont été élevés au rang de règne par T. Cavalier-Smith et donc distingués des autres Protistes ainsi que des Algues, dont ils comportent plusieurs lignées. Le groupe pourrait être proche des Plantes ou des Rhizaria, en tout ou en partie.
Noter que selon des études récentes, le règne des Chromalveolata serait appelé à se scinder en deux règnes distincts :
1. l'un regroupant les ex-chromistes sans les straménopiles (nommé Hacrobia).
2. l'autre regroupant les alvéolés, les rhizaires et les straménopiles (groupe « SAR »).